# Taonura
Taonura é um gênero de esponja marinha da família Thorectidae.

## Espécies
- Taonura byssoides (Lamarck, 1814)
- Taonura carteri (Lendenfeld, 1889)
- Taonura colus (Lamarck, 1814)
- Taonura crassior (Topsent, 1931)
- Taonura flabelliformis Carter, 1882
- Taonura haackei (Lendenfeld, 1889)
- Taonura marginalis Lendenfeld, 1888
- Taonura pala (Lamarck, 1814)
- Taonura palmatiformis (Hyatt, 1877)
- Taonura tuba (Lendenfeld, 1889)